# Fußball-Bundesliga 2002/03 (Frauen)
Die Fußball-Bundesliga 2002/03 war die 13. Spielzeit der Fußball-Bundesliga der Frauen. Zum dritten Mal in Folge wurde der 1. FFC Frankfurt Deutscher Meister.

## Das „Finale“
Die Meisterschaft entschied sich erst am letzten Spieltag am 15. Juni 2003 im Spiel zwischen dem zweitplatzierten 1. FFC Turbine Potsdam und dem amtierenden Meister 1. FFC Frankfurt. Mit einem Sieg hätte Potsdam nach sechs DDR-Meisterschaften erstmals die gesamtdeutsche Meisterschaft gewinnen können, aber vor heimischem Publikum kamen die Potsdamerinnen trotz der für den deutschen Frauenfußball überragenden Kulisse von 7.900 Zuschauern über ein 0:0-Unentschieden nicht hinaus.
| 1. FFC Turbine Potsdam                             | 1. FFC Turbine Potsdam | 1. FFC Frankfurt | 1. FFC Frankfurt |
| -------------------------------------------------- | --- | --- | ---------------- |
| 1. FFC Turbine Potsdam                             | \| 15. Juni 2003 in Potsdam (Karl-Liebknecht-Stadion) \| \| Ergebnis: 0:0 \| \| Zuschauer: 7.900 \| \| Schiedsrichterin: Elke Günthner (Bamberg) \|                                                                                 | \| 15. Juni 2003 in Potsdam (Karl-Liebknecht-Stadion) \| \| Ergebnis: 0:0 \| \| Zuschauer: 7.900 \| \| Schiedsrichterin: Elke Günthner (Bamberg) \| | 1. FFC Frankfurt |
| 1. FFC Turbine Potsdam                             | Nadine Angerer – Maria Makowska, Franziska Liepack, Peggy Nietgen – Navina Omilade, Viola Odebrecht, Anja Mittag, Ariane Hingst, Annelie Brendel (80. Jana Schadrack) – Petra Wimbersky, Madleen Wilder Cheftrainer: Bernd Schröder | Marleen Wissink – Christina Zerbe, Nia Künzer – Tina Wunderlich, Pia Wunderlich, Bianca Rech, Louise Hansen, Patrizia Barucha (73. Marion Wilmes) – Jennifer Meier (69. Stefanie Weichelt), Renate Lingor (85. Élodie Woock), Judith Affeld Cheftrainerin: Monika Staab | 1. FFC Frankfurt |
| 1. FFC Turbine Potsdam                             | Viola Odebrecht | Renate Lingor, Louise Hansen | 1. FFC Frankfurt |
| 15. Juni 2003 in Potsdam (Karl-Liebknecht-Stadion) | | |                  |
| Ergebnis: 0:0                                      | | |                  |
| Zuschauer: 7.900                                   | | |                  |
| Schiedsrichterin: Elke Günthner (Bamberg)          | | |                  |

## Abschlusstabelle
| Pl. | Verein                     | Sp. | S  | U | N  | Tore    | Diff. | Punkte |
| --- | -------------------------- | --- | -- | - | -- | ------- | ----- | ------ |
| 1.  | 1. FFC Frankfurt (M/P)     | 22  | 18 | 3 | 1  | 090:140 | +76   | 57     |
| 2.  | 1. FFC Turbine Potsdam     | 22  | 17 | 4 | 1  | 065:150 | +50   | 55     |
| 3.  | FCR 2001 Duisburg          | 22  | 14 | 2 | 6  | 058:320 | +26   | 44     |
| 4.  | FFC Heike Rheine           | 22  | 12 | 2 | 8  | 052:310 | +21   | 38     |
| 5.  | Bayern München             | 22  | 11 | 4 | 7  | 045:320 | +13   | 37     |
| 6.  | FFC Brauweiler Pulheim     | 22  | 9  | 4 | 9  | 041:270 | +14   | 31     |
| 7.  | FSV Frankfurt              | 22  | 9  | 0 | 13 | 042:540 | −12   | 27     |
| 8.  | SC Freiburg                | 22  | 6  | 6 | 10 | 033:430 | −10   | 24     |
| 9.  | WSV Wolfsburg              | 22  | 6  | 6 | 10 | 031:490 | −18   | 24     |
| 10. | SC 07 Bad Neuenahr         | 22  | 7  | 2 | 13 | 031:730 | −42   | 23     |
| 11. | Tennis Borussia Berlin (N) | 22  | 4  | 3 | 15 | 017:680 | −51   | 15     |
| 12. | TuS Niederkirchen (N)      | 22  | 0  | 2 | 20 | 010:770 | −67   | 02     |

| (M) | Titelverteidiger                        |
| (P) | Pokalsieger 2001/02                     |
| (N) | Aufsteiger aus der Regionalliga 2001/02 |

## Kreuztabelle
Die Kreuztabelle stellt die Ergebnisse aller Spiele dieser Saison dar. Die Heimmannschaft ist in der linken Spalte aufgelistet und die Gastmannschaft in der obersten Reihe.
| 2002/03 | 2002/03                | 1. FFC Frankfurt | 1. FFC Turbine Potsdam | FCR 2001 Duisburg | FFC Heike Rheine | Bayern München | FFC Brauweiler Pulheim | FSV Frankfurt | SC Freiburg | WSV Wolfsburg | SC 07 Bad Neuenahr | Tennis Borussia Berlin | TuS Niederkirchen |
| 01.     | 1. FFC Frankfurt       | –                | 2:3                    | 3:0               | 3:1              | 4:1            | 2:1                    | 6:0           | 2:2         | 5:0           | 11:0               | 6:0                    | 7:1               |
| 02.     | 1. FFC Turbine Potsdam | 0:0              | –                      | 0:0               | 2:0              | 1:1            | 2:1                    | 2:1           | 2:0         | 7:0           | 4:0                | 5:1                    | 6:0               |
| 03.     | FCR 2001 Duisburg      | 0:4              | 1:5                    | –                 | 1:7              | 3:2            | 3:1                    | 1:0           | 3:1         | 6:1           | 3:0                | 5:0                    | 5:1               |
| 04.     | FFC Heike Rheine       | 0:3              | 1:2                    | 0:5               | –                | 1:0            | 2:3                    | 0:2           | 4:0         | 3:0           | 4:1                | 1:0                    | 6:0               |
| 05.     | Bayern München         | 0:3              | 0:2                    | 0:0               | 1:0              | –              | 2:1                    | 3:2           | 2:2         | 1:1           | 2:3                | 6:1                    | 7:0               |
| 06.     | FFC Brauweiler Pulheim | 0:1              | 2:2                    | 4:1               | 2:2              | 0:1            | –                      | 1:2           | 0:0         | 2:1           | 7:0                | 2:0                    | 4:0               |
| 07.     | FSV Frankfurt          | 0:5              | 0:4                    | 1:6               | 2:3              | 1:6            | 2:1                    | –             | 1:2         | 4:1           | 3:1                | 3:0                    | 3:1               |
| 08.     | SC Freiburg            | 1:4              | 1:3                    | 0:1               | 3:4              | 1:2            | 1:3                    | 3:1           | –           | 1:3           | 2:2                | 3:0                    | 3:1               |
| 09.     | WSV Wolfsburg          | 2:2              | 0:3                    | 0:3               | 1:1              | 4:1            | 0:0                    | 3:2           | 0:1         | –             | 1:3                | 4:1                    | 5:1               |
| 10.     | SC 07 Bad Neuenahr     | 0:7              | 4:3                    | 2:1               | 0:1              | 2:3            | 0:3                    | 1:9           | 2:3         | 2:2           | –                  | 2:1                    | 3:0               |
| 11.     | Tennis Borussia Berlin | 2:8              | 0:6                    | 0:5               | 0:7              | 0:1            | 2:0                    | 3:1           | 2:2         | 0:0           | 2:0                | –                      | 1:0               |
| 12.     | TuS Niederkirchen      | 0:2              | 0:1                    | 0:5               | 0:4              | 0:3            | 1:3                    | 1:2           | 1:1         | 0:2           | 1:3                | 1:1                    | –                 |

## Statistiken
Beste Torschützin der Saison wurde Inka Grings vom FCR 2001 Duisburg mit 20 Toren, wobei sie in zwei Spielen jeweils drei Tore erzielen konnte. Insgesamt fielen 515 Tore, 43 mehr als in der Vorsaison. Der Torschnitt erhöhte sich von 3,58 auf 3,9 Tore pro Spiel.

### Torschützenliste

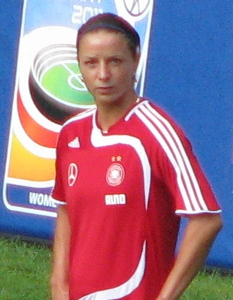
Torschützenkönigin Inka Grings

|     | Spielerin          | Verein                 | Tore |
| --- | ------------------ | ---------------------- | ---- |
| 1.  | Inka Grings        | FCR 2001 Duisburg      | 20   |
| 2.  | Nina Aigner        | Bayern München         | 17   |
| 3.  | Renate Lingor      | 1. FFC Frankfurt       | 15   |
| 4.  | Martina Müller     | SC 07 Bad Neuenahr     | 14   |
| 5.  | Kerstin Garefrekes | FFC Heike Rheine       | 13   |
| 5.  | Conny Pohlers      | 1. FFC Turbine Potsdam | 13   |
| 5.  | Shelley Thompson   | FCR 2001 Duisburg      | 13   |
| 8.  | Kerstin Stegemann  | FFC Heike Rheine       | 12   |
| 8.  | Petra Wimbersky    | 1. FFC Turbine Potsdam | 12   |
| 10. | Isabell Bachor     | FSV Frankfurt          | 11   |
| 10. | Jennifer Meier     | 1. FFC Frankfurt       | 11   |
| 10. | Birgit Prinz       | 1. FFC Frankfurt       | 11   |

### Zuschauer
| Platz | Verein                 | 2002/03 | 2002/03 | 2002/03 | 2002/03 | 2002/03 | 2001/02    | 2001/02    |
| Platz | Verein                 | Spiele  | Schnitt | Max     | Min     | Summe   | Schnitt    | ±          |
| ----- | ---------------------- | ------- | ------- | ------- | ------- | ------- | ---------- | ---------- |
| 1.    | 1. FFC Turbine Potsdam | 11      | 1.076   | 7.900   | 240     | 11.841  | 499        | +577       |
| 2.    | 1. FFC Frankfurt       | 11      | 718     | 1.200   | 350     | 7.900   | 659        | +59        |
| 3.    | FCR 2001 Duisburg      | 11      | 460     | 750     | 300     | 5.063   | 659        | +59        |
| 4.    | SC 07 Bad Neuenahr     | 11      | 289     | 500     | 180     | 3.180   | 245        | +44        |
| 5.    | SC Freiburg            | 11      | 252     | 600     | 100     | 2.770   | 368        | −116       |
| 6.    | TuS Niederkirchen      | 11      | 245     | 750     | 105     | 2.700   | Aufsteiger | Aufsteiger |
| 7.    | WSV Wolfsburg          | 11      | 226     | 500     | 100     | 2.490   | 202        | +24        |
| 8.    | FSV Frankfurt          | 11      | 214     | 700     | 100     | 2.350   | 195        | +19        |
| 9.    | FFC Heike Rheine       | 11      | 209     | 600     | 150     | 2.300   | 207        | +2         |
| 10.   | Tennis Borussia Berlin | 11      | 149     | 402     | 63      | 1.639   | Aufsteiger | Aufsteiger |
| 11.   | FC Bayern München      | 11      | 138     | 230     | 100     | 1.520   | 163        | −25        |
| 12.   | FFC Brauweiler-Pulheim | 11      | 113     | 200     | 80      | 1.240   | 159        | −46        |

Lediglich der 1. FFC Turbine Potsdam konnte einen Zuschauerschnitt von mehr als 1.000 erreichen, was auf den riesigen Zuspruch im letzten Punktspiel gegen den 1. FFC Frankfurt zurückzuführen ist (7.900 Zuschauer). Insgesamt sahen 44.151 Zuschauer die 132 Partien, was einem Schnitt von 334 entspricht.

### Die Meistermannschaft
| 1. FFC Frankfurt |
| Tor: Ursula Holl, Barbara Legrand, Marleen Wissink Abwehr: Steffi Jones, Nia Künzer, Sandra Minnert, Stefanie Weichelt, Wiebke Werlein, Christina Zerbe Mittelfeld: Silvana Arcangioli, Patrizia Barucha, Sandra Finkenauer, Louise Hansen, Katrin Kliehm, Bianca Rech, Madita Spee, Marion Wilmes, Élodie Woock, Pia Wunderlich, Tina Wunderlich Sturm: Judith Affeld, Renate Lingor, Mira Krummenauer, Jennifer Meier, Birgit Prinz Trainerin: Monika Staab |

## Aufstiegsrunde
Die grün markierten Vereine schafften den Aufstieg in die Bundesliga.
| Pl. | Verein                | Sp. | S | U | N | Tore    | Diff. | Punkte |
| --- | --------------------- | --- | - | - | - | ------- | ----- | ------ |
| 1.  | 1. FC Saarbrücken (A) | 4   | 3 | 1 | 0 | 005:000 | +5    | 10     |
| 2.  | Hamburger SV (A)      | 4   | 2 | 2 | 0 | 006:100 | +5    | 08     |
| 3.  | USV Jena              | 4   | 2 | 0 | 2 | 006:500 | +1    | 06     |
| 4.  | SC Sand               | 4   | 1 | 0 | 3 | 004:700 | −3    | 03     |
| 5.  | FC Gütersloh 2000     | 4   | 0 | 1 | 3 | 002:100 | −8    | 01     |